# 生島ヒロシのおいしいフライパン
『生島ヒロシのおいしいフライパン』（いくしまヒロシのおいしいフライパン）は、1989年4月3日から1990年3月30日までフジテレビで平日昼前枠にて放送されていた生活情報バラエティ番組で、生島ヒロシの冠番組の1つである。

## 概要
TBSを退社したばかりの生島ヒロシを起用した生活情報番組である。前半1時間は『ワイドワイドフジ』から『美味しんぼ倶楽部』までと同様に基本的には関東ローカルを前提としたものであり、後半25分の内包コーナー「夕食ばんざい」および「いいものセレクション」は逆にいくつかのネット局でも放送されていた。
1989年11月頃まで手書きのテロップを使用していたが、1989年12月頃から情報系番組のテロップが段階的に電子化（フジテレビでは「放送用ワープロ（Broadcast Word Processor ＝ BWP）」と呼称）され、この番組でも見出し系（画面中央や右下に表示されていたもの）以外は電子テロップへ移行した（『おはよう!ナイスデイ』『タイム3』『THE WEEK』など他の情報系番組も同様に順次切り替えていった）。

## 出演者
出演者の殆どは後継番組『生島ヒロシのもっと・自由な生活』にも続投出演した。

### 総合司会
- 生島ヒロシ（元TBSアナウンサー）
- 岩瀬惠子（当時フジテレビアナウンサー）

### ニュースコーナー（報道センター）
- 露木茂（当時フジテレビアナウンサー / 月曜 - 木曜） - 『FNNスピーク』との兼務で出演。
- 野間脩平（当時フジテレビアナウンサー / 金曜） - 『FNNスピーク』との兼務で出演。

### いいものセレクション
- 中野安子

## スタッフ
- 構成：松岡孝
- ナレーター：真地勇志、遠藤武（青二プロ）
- 技術：八峯テレビ
- ロケ技術：VIC
- 美術：山田茂夫
- 音効：プロジェクト80
- ディレクター：渡辺健一、田島俊郎、福島ツトム、石岡茂雄、朝川昭史、柴田多美子、浜辺尚
- チーフディレクター：松尾利彦
- プロデューサー：古賀憲一
- 制作協力：日本テレワーク
- 制作著作：フジテレビ

## 放送局
| 放送対象地域 | 放送局             | 系列           | 放送日時                  | 備考                           |
| ------------ | ------------------ | -------------- | ------------------------- | ------------------------------ |
| 関東広域圏   | フジテレビ         | フジテレビ系列 | 月曜 - 金曜 10:00 - 11:25 | 制作局                         |
| 熊本県       | テレビ熊本         | フジテレビ系列 | 月曜 - 金曜 10:00 - 11:25 |                                |
| 岡山県       | 岡山放送           | フジテレビ系列 | 月曜 - 金曜 10:00 - 11:25 |                                |
| 北海道       | 北海道文化放送     | フジテレビ系列 | 月曜 - 金曜 10:00 - 10:55 | 前半部分のみを放送             |
| 静岡県ほか   | テレビ静岡ほか数局 | フジテレビ系列 | 月曜 - 金曜 11:00 - 11:25 | 後半部分のみを放送（詳細後述） |

基本的に11時台のみのネット局は、「夕食ばんざい」と「いいものセレクション」を『奥さまリビング』などの独自のタイトルに差し替えた上で放送。番組自体のエンディングにおいては、スタッフロールを関東ローカルのみに送出し、フジテレビ以外のネット局向けには「制作協力・制作著作」のみを送出していた。

## 番組の変更・休止
- 1989年5月25日 - 『リクルート事件証人喚問』の報道特別番組を放送するため、11時で強制終了し『夕食ばんざい』と『いいものセレクション』は休止となった。

## エピソード
生島は放送第1回で、ニュースコーナー担当の露木茂に振る際に「フジテレビの顔」と言うべきところを「TBSの顔」と発言してしまった。生島はフリーになって間もないころだったので、ついTBSと出てしまったと思われる。このシーンは、『FNS NG名珍場面大賞』で何度も放送された。しかし、露木は定年退職後にTBSテレビで『おはよう!グッデイ』の総合司会を務め、皮肉にも本当に「TBSの顔」になってしまった。また岩瀬も、露木が野間の代役で出演した日には「野間さん」と発言してしまったことがある。
| フジテレビ 平日昼前の情報番組 | フジテレビ 平日昼前の情報番組  | フジテレビ 平日昼前の情報番組  |
| 前番組                        | 番組名                         | 次番組                         |
| ----------------------------- | ------------------------------ | ------------------------------ |
| 美味しんぼ倶楽部              | 生島ヒロシのおいしいフライパン | 生島ヒロシのもっと・自由な生活 |